# 迪拜火炬大厦
迪拜火炬大厦（Dubai Torch），或称玛丽娜火炬大厦（The Marina Torch）、火炬大厦（The Torch），一栋超高层的高档住宅楼，坐落于阿拉伯联合酋长国迪拜酋长国迪拜码头。2011年建成时，该楼超过坐落在澳大利亚黄金海岸的Q1大廈成为全世界最高的住宅楼，隔年被瑪麗娜23大廈超越。该楼地面以上共79层，高336.1米（1,105英尺）。

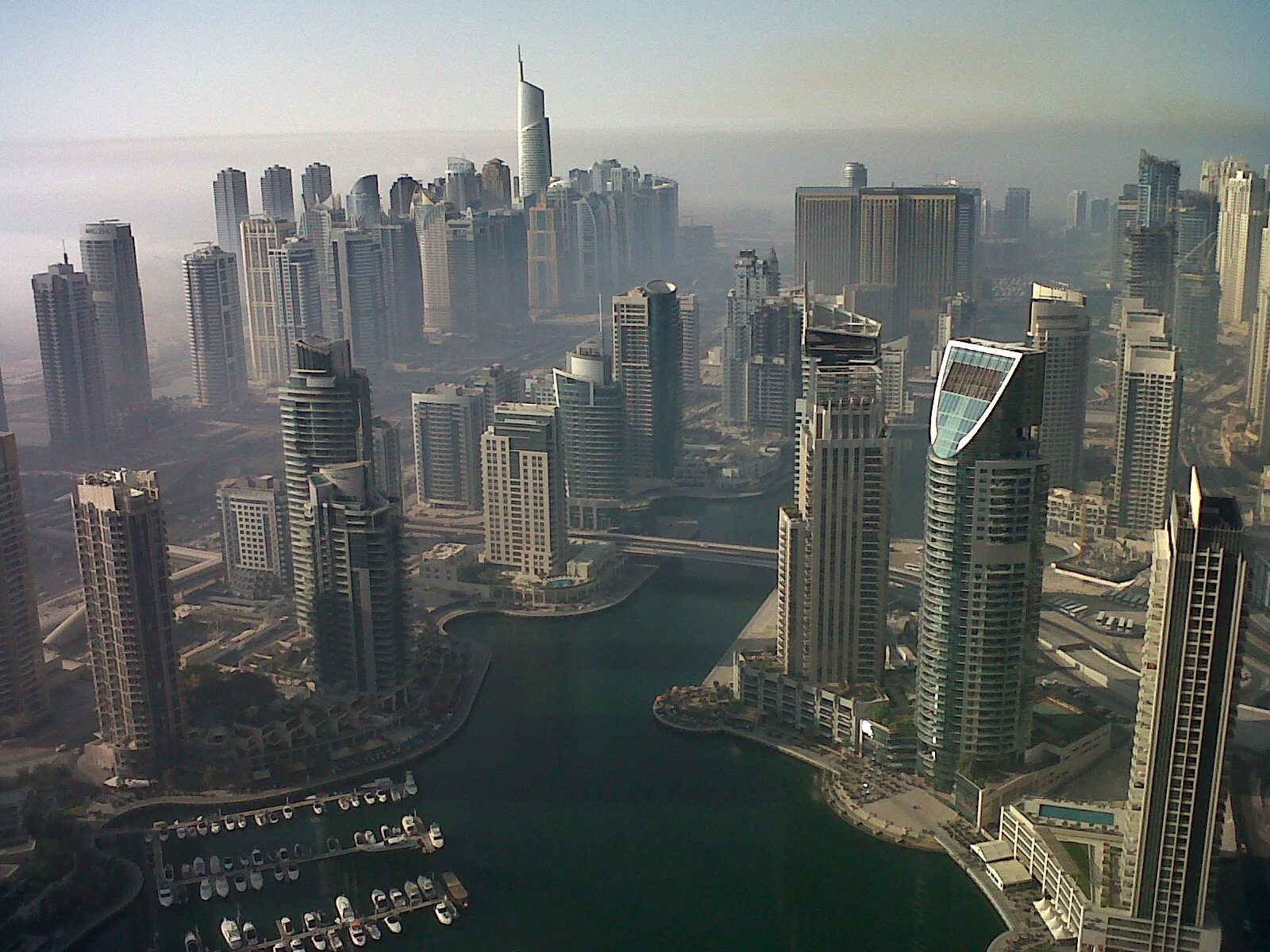
从火炬大厦64层俯瞰的迪拜码头

## 历史
迪拜设计师设计师哈提卜与阿拉米的原本设计是74层，带三层地下室和四层裙楼，总规划建成总面积111,832平方米。504套公寓房带一到三间卧室，复式公寓套房有四间卧室。三层地下室和裙楼部分可容纳536辆停放车辆，五六层有游泳池、健身俱乐部、健身室、食堂、有氧运动室和密封户外露台。
建筑内设676套公寓房和6个零售单位。2015年一居室公寓的价格162.8万迪拉姆起（443,295美元）。迪拜有很多这样的公寓楼深受外籍人士欢迎。

### 2015年火灾
2015年2月21日，大厦出现火灾，起火原因目前未明，居民无人死亡。有人录下玻璃和钻石融化掉落的画面。火苗似乎在大楼中出现，在强风的作用下迅速蔓延。火势后来得到控制，但强风造成的起火因素给消防部门带来“巨大的问题”。由于火灾，附近几英里的高速公路出现交通拥堵。
50层到顶层的建筑外墙被烧焦，目击者称大厦的中间起火，较低的起火楼层有残骸坠落。有7人因吸入现场的浓烟需送院治疗。

### 2017年火災
2017年8月3日，杜拜火炬塔再度發生火災，火勢從九樓開始向上蔓延，並未有人員傷亡。

### 2019年火災
2019年1月5日，杜拜火炬塔第三次發生火災，然而規模較小，且未造成人員傷亡。據信火災源自五樓的健身房。

### 2024年火灾
2024年3月14日，迪拜火炬大楼内发生火灾，起火点是一楼的餐厅。 消防队、警察和救护车迅速赶到现场，控制住了火情。没有居民受伤，也无需疏散。

## 施工情况
2007年4月，项目比原定计划落后18个月，大厦的地基仍在施工中。原定于2008年6月竣工的日期延长至2009年末，后来又延至2011年，最终在2011年5月开业。

## 施工图集

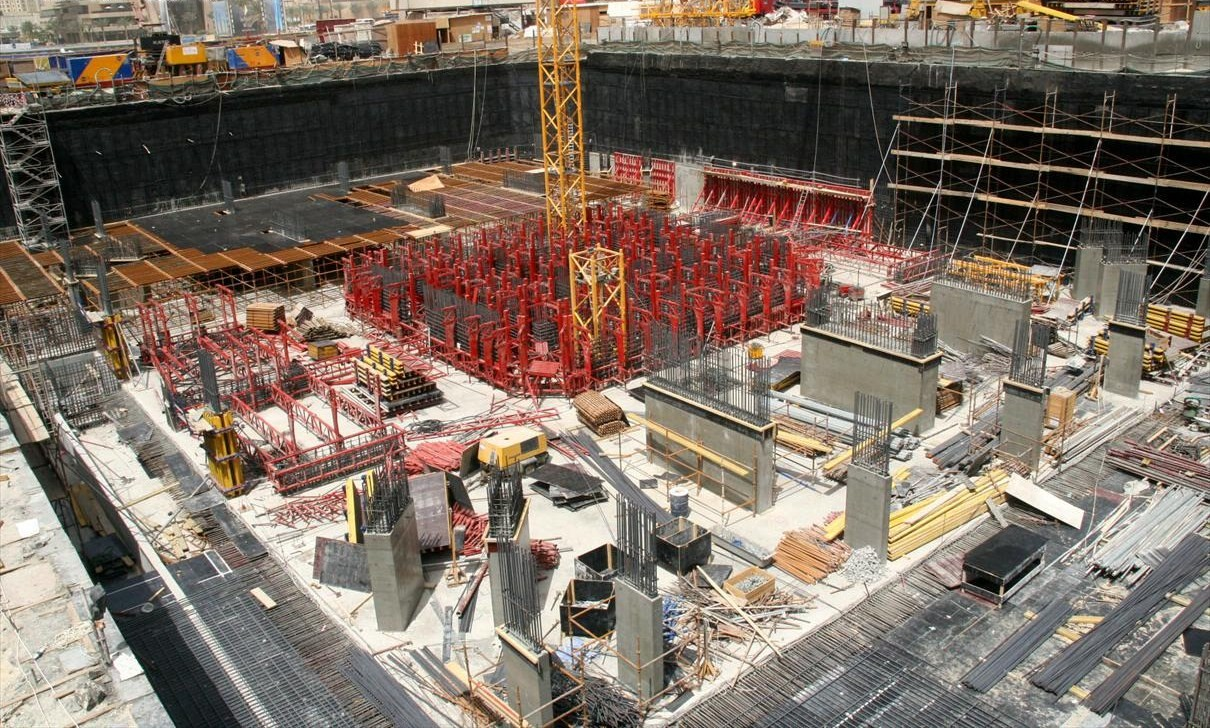
2007年5月18日
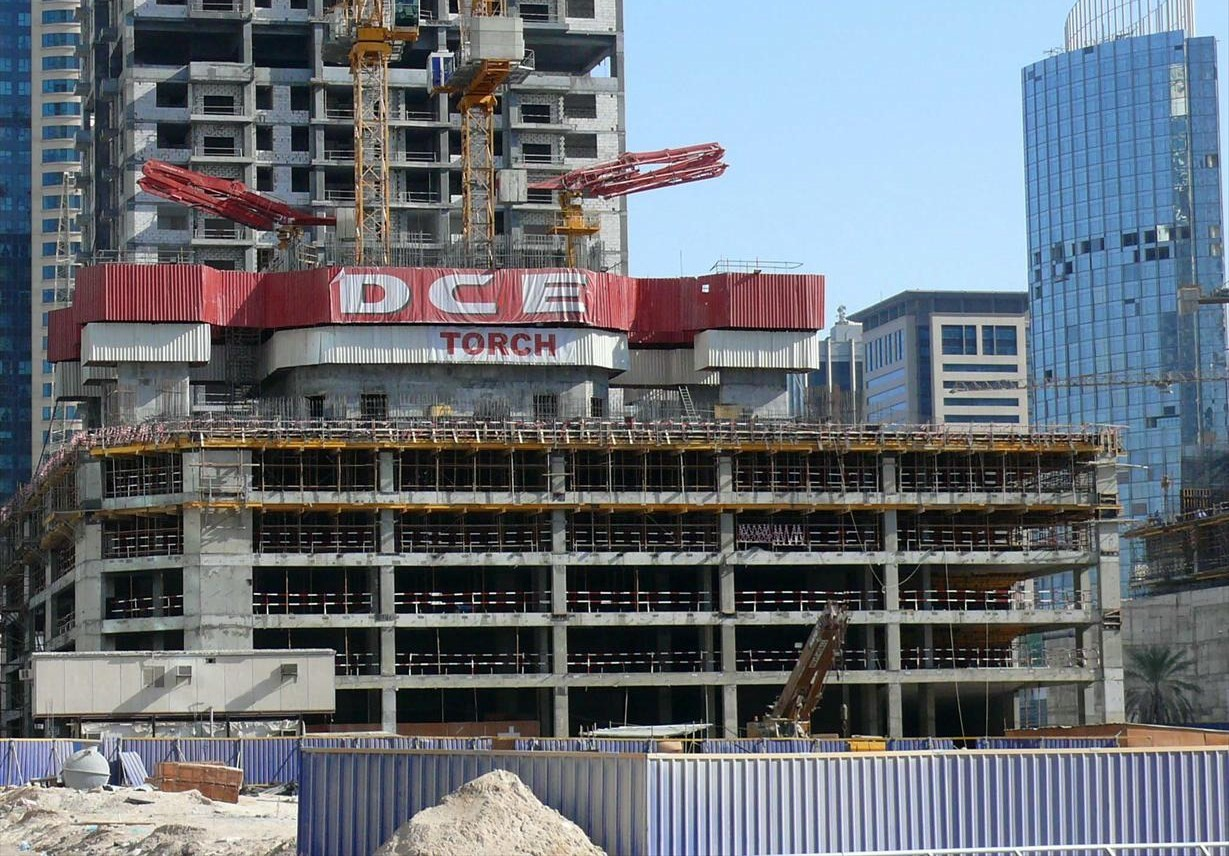
2007年12月20日